# Lars Ravn
Lars Søren Ravn (født 14. august 1959 i Aalborg) er en autodidakt dansk billedkunstner. Lars Ravn er medlem af kunstnersammenslutningen Corner.  Han er især kendt for sine malerier, men er også billedhugger.

## Liv
Lars Ravn er født i Aalborg, men voksede op på Spættevej i Vejle og blev student fra Rosborg Gymnasium i Vejle i 1979.

## Værk
Lars Ravn debut som kunstner var på en messe på Vejle Kunstmuseum i 1980, og han debuterede solo med udstilling på Galleri Vadestedet i 1980 og på Tranegården i 1982. Lars Ravn var en del af de unge vilde kunstnere i 1980’erne, som var en særlig bevægelse inden for maleri mv.
Lars Ravn er bl.a. repræsenteret på Statens Museum for Kunst, Kobberstiksamlingen, Trapholt, ARoS, Kastrupgårdsamlingen og Vejle Kunstmuseum. Han har også været repræsenteret internationalt på udstillinger i Norge, Sverige og Kina.
Lars Ravn bruger blandt andet dagligdags objekter og særlige figurer som kaninen i sine malerier. Han bruger især kaninen som figur til at skildre menneskelige tematikker med. Hans billeder har et vist folkeligt udtryk og rummer flere ligheder med Henry Heerup og Cobra.